# مطموط أصهب
مطموط أصهب (الاسم العلمي: Baryphthengus martii) (بالإنجليزية: Rufous Motmot)‏ هو نوع من الطيور يتبع جنس المطموط المقنع من الفصيلة المطموطية.